# Pawieł Kraskowski
Pawieł Dmitrijewicz Kraskowski, ros. Павел Дмитриевич Красковский (ur. 11 września 1996 w Jarosławiu) – rosyjski hokeista, reprezentant Rosji.

## Kariera
- Łokomotiw Jarosław do lat 16 (2011–2012)
- Łokomotiw Jarosław do lat 17 (2012–2013)
- Łoko Jarosław (2012-2016)
- Łokomotiw Jarosław (2013-)

Wychowanek Łokomotiwu Jarosław. W drużynie juniorskiej Łoko grał w lidze MHL. Z drużyną seniorską podjął występy w rozgrywkach KHL. W grudniu 2015 przedłużył kontrakt o dwa lata.
Został reprezentantem kadr juniorskich Rosji. Uczestniczył w turniejach mistrzostw świata do lat 18 w 2013, mistrzostw świata juniorów do lat 18 w 2014, mistrzostw świata juniorów do lat 20 w 2016. Został kadrowiczem seniorskiej kadry Rosji, brał udział w turniejach cyklu Euro Hockey Tour.

## Sukcesy
Reprezentacyjne
- Srebrny medal mistrzostw świata do lat 17: 2013
- Srebrny medal mistrzostw świata juniorów do lat 20: 2016

Klubowe
- Srebrny medal mistrzostw Rosji do lat 17: 2013 z Łokomotiwem Jarosław
- Puchar Charłamowa – mistrzostwo MHL: 2016 z Łoko Jarosław
- Brązowy medal mistrzostw Rosji: 2017 z Łokomotiwem Jarosław
- Złoty medal mistrzostw Rosji: 2025 z Łokomotiwem
- Puchar Gagarina: 2025 z Łokomotiwem

Indywidualne
- MHL (2014/2015)
  - Mecz Gwiazd MHL
- Mistrzostwa Świata Juniorów w Hokeju na Lodzie 2016/Elita:
  - Jeden z trzech najlepszych zawodników reprezentacji w turnieju[2]